# André Cerdini
André Cerdini (né en 1930), président de la cour d'assises du Rhône, est le président du Procès de Klaus Barbie, procès pour crime de guerre intenté contre Klaus Barbie qui eut lieu devant la Cour d'assises du Rhône entre le 11 mai et le 3 juillet 1987. Il va aboutir à la réclusion criminelle à perpétuité pour Klaus Barbie.

## Biographie
André Cerdini,est né en 1930. C'est un ardéchois, le fils d'Angiolo Cerdini, "immigré italien". Il fait ses études de droit à la faculté catholique de Lyon.
Pendant plusieurs années, il est en poste en  Côte-d'Ivoire. Il est juge à Alençon en Normandie, ensuite au Puy, enfin à Nevers dans la Nièvre avant d'être nommé à Lyon en 1984.
En 1980, André Cerdini est nommé membre de la commission de discipline du parquet.

### Le procès de Kaus Barbie
Entre le 11 mai et le 3 juillet 1987, André Cerdini, président de la cour d'assises du Rhône depuis 3 ans, est le président du procès de Klaus Barbie pour crimes contre l'humanité. Ce dernier est condamné à la réclusion criminelle à perpétuité. Le procès a un impact dans le monde entier,,,.